# Набеги в англо-шотландском пограничье

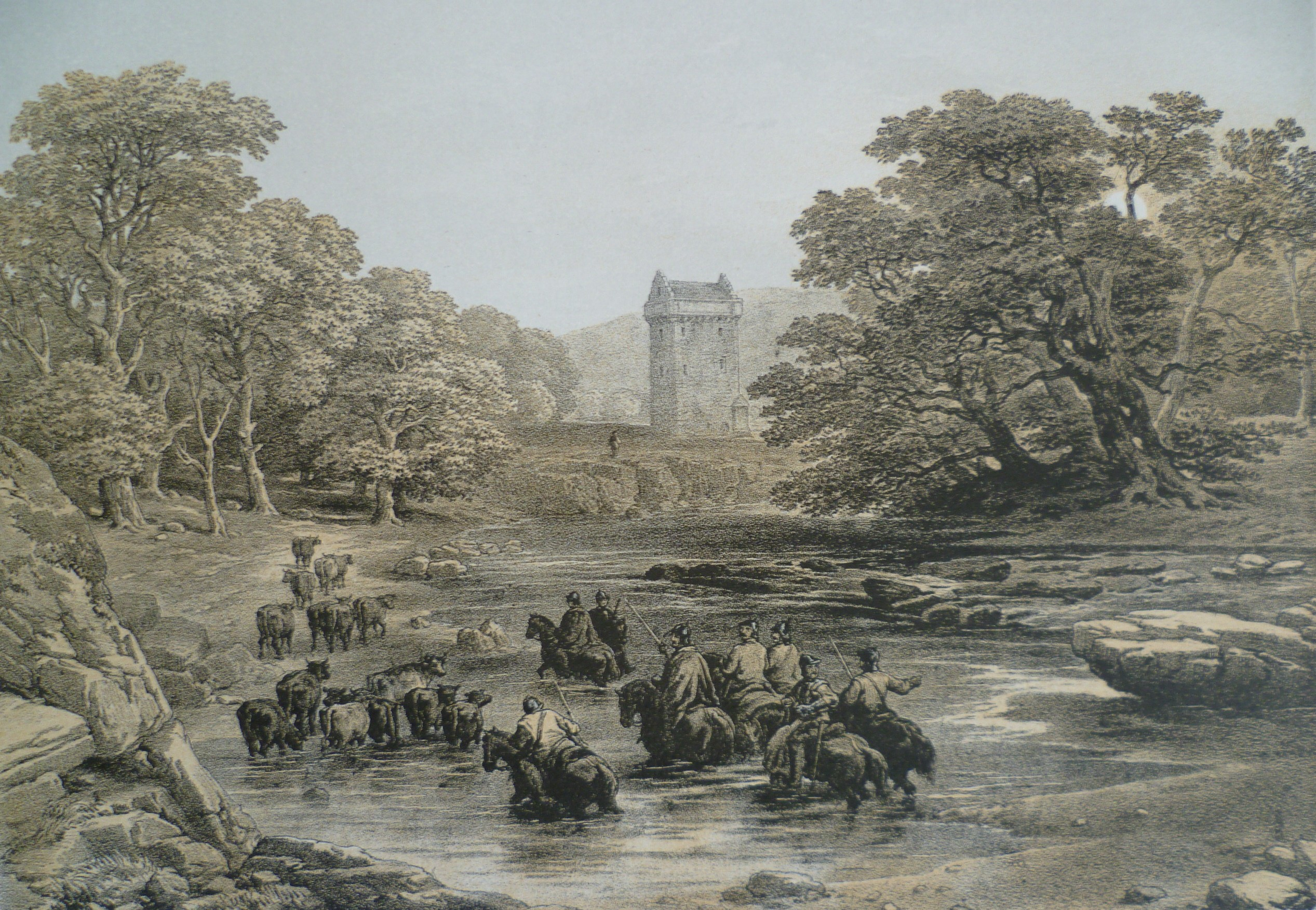
Участники набега в Дамфрис-энд-Галловей переправляются через реку

Набеги в англо-шотландском пограничье — осуществлявшиеся в XIII—XVI веках по обе стороны англо-шотландской границы разбойничьи набеги, участниками которых (англ. border reivers) были как шотландцы, так и англичане.
Во время англо-шотландских войн конца XIII — середины XIV века по пограничным землям многократно проходили английские и шотландские войска. Многие жители пограничья, опасаясь, что плоды их труда не удастся сберечь, предпочитали заниматься не земледелием, а грабительскими набегами на соседей.
По преданию, когда в доме заканчивались запасы продуктов, хозяйка ставила на стол тарелку, в которой лежала пара шпор. Это было знаком для мужчин седлать лошадей и отправляться в набег через границу.
По существовавшему обычаю, клан, подвергшийся нападению, в течение шести дней имел право совершить ответный набег, чтобы вернуть свое имущество. В связи с этим набеги и стычки были постоянным явлением.
При этом, хотя это было запрещено, многие участники набегов женились на девушках из селений на противоположных сторонах границы, чтобы получить двойное подданство и, пользуясь этим, беспрепятственно пересекать границу.
Чтобы вовремя оповещать соседей об очередном набеге, в пограничных селениях строили четырёхугольные каменные сторожевые башни, на вершинах которых зажигали сигнальные костры. Эти башни обычно были жилищами феодалов, но во время набегов в них укрывалось всё окрестное население. В 30-х годах XV века была построена цепочка таких башен вдоль долины реки Твида от её устья до Бервика.

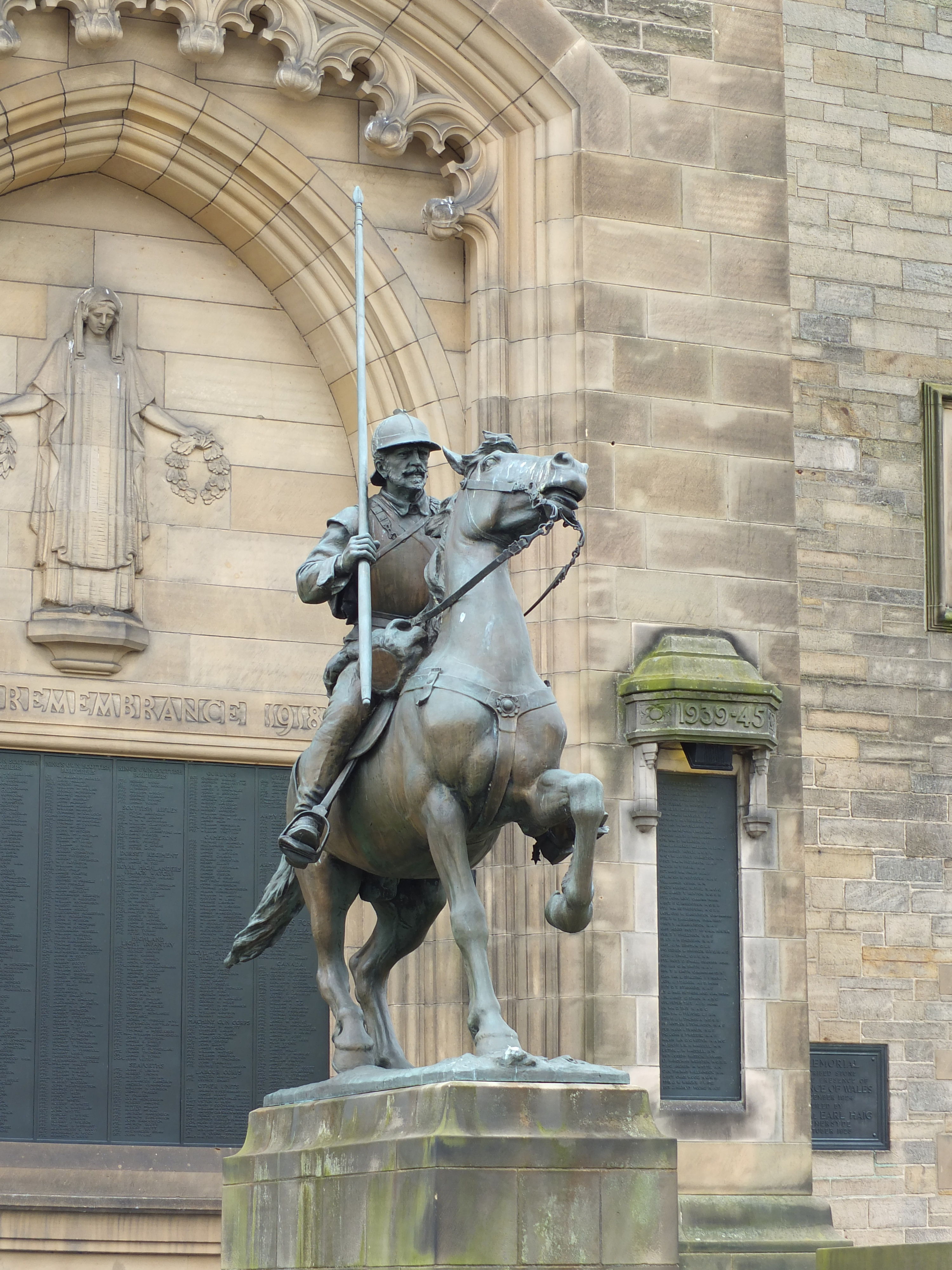
Статуя в городе Галашилс, изображающая участника набега

Территории по обе стороны границы делились на районы, называвшихся марками. Их контролировали феодалы, которые именовались лордами-хранителями марок. Они отвечали за защиту границ и занимались разрешением конфликтов. С шотландской стороны ими обычно были главы самых могущественных пограничных кланов, с английской — представители знати, имевшие владения в англо-шотландском Пограничье (чаще всего из родов Перси и Невиллов). В установленные дни перемирия (Truce Days) лорды рассматривали жалобы приграничных жителей на своим соседей по другую сторону границы и принимали решения о наказаниях и выплатах компенсаций пострадавшим. Они могли распорядиться провести карательный набег (Warden road) для наказания грабителей. Такие набеги представляли собой крупномасштабные вылазки, участники которых захватывали большое количество скота, продуктов питания и домашней утвари, а также людей из враждебных кланов, за которых затем требовали выкуп. Для того чтобы враждующие стороны, обратившиеся к лордам с жалобами друг на друга, могли примириться, в дни перемирия проводились ярмарки. Однако часто на таких ярмарках происходили массовые побоища и иногда их жертвами становились сами лорды.
Пограничные жители, имевшие большой опыт участия в набегах, считались великолепными кавалеристами. Они часто становились наёмниками у различных правителей государств континентальной Европы и использовались как лёгкая кавалерия. Иногда они поступали на службу в шотландские и английские войска под угрозой расправы над членами их кланов. При этом нередко родственники оказывались в войсках обоих воюющих сторон.
7 июля 1575 года (в один из дней перемирия) на границе произошло сражение с применением артиллерии, вошедшее в историю под названием набега на Ридзвайр. Оно закончилась победой шотландцев и стало последним в истории крупномасштабным вооружённым столкновением между англичанами и шотландцами.
На англо-шотландской границе удалось навести порядок только когда в 1603 году королём одновременно как Шотландии, так и Англии стал Яков VI (I). Яков объявил вне закона занимавшийся разбоем клан Макгрегоров и отправил в тюрьму вождей ещё нескольких кланов, обвинив их в пособничестве грабителям. Жителям пограничья запретили иметь оружие и лошадей. Самые воинственные из них были принудительно зачислены на воинскую службу королю. С помощью таких мер к концу XVII века удалось прекратить приграничные набеги.